# بطولة أمريكا الجنوبية لكرة الطائرة للرجال 1993
أقيمت بطولة أمريكا الجنوبية لكرة الطائرة للرجال 1993 في نسختها العشرين في قرطبة في الأرجنتين.

## الترتيب النهائي
| المركز | المنتخب   |
| ------ | --------- |
|        | البرازيل  |
|        | الأرجنتين |
|        | تشيلي     |
| 4      | فنزويلا   |

1. 1 2 3 4 5 6 7  "Sud. Mayores - Masculino". كونفدرالية أمريكا الجنوبية لكرة الطائرة. اطلع عليه بتاريخ 2023-11-20.